# (29111) 1981 EC33
A (29111) 1981 EC33 a Naprendszer kisbolygóövében található aszteroida. Schelte J. Bus fedezte fel 1981. március 1-jén.